# Croscherichia
Croscherichia is een geslacht van kevers uit de familie oliekevers (Meloidae).
Het geslacht is voor het eerst wetenschappelijk beschreven in 1950 door Pardo Alcaide.

## Soorten
Het geslacht omvat de volgende soorten:
- Croscherichia albilaena (Bedel, 1899)
- Croscherichia bedeli (Bleuse, 1899)
- Croscherichia delarouzei (Reiche, 1866)
- Croscherichia femorata (Klug, 1845)
- Croscherichia fulgurita (Reiche, 1866)
- Croscherichia gilvipes (Chevrolat, 1840)
- Croscherichia goryi (Marseul, 1870)
- Croscherichia litigiosa (Chevrolat, 1840)
- Croscherichia maceki Dvorák, 1985
- Croscherichia mozabita (Pic, 1897)
- Croscherichia paykulli (Billberg, 1813)
- Croscherichia quadrizonata (Fairmaire, 1875)
- Croscherichia richteri Kaszab, 1957
- Croscherichia salavatiani Kaszab, 1968
- Croscherichia sanguinolenta (A. G. Olivier, 1811)
- Croscherichia sonyae (Kaszab, 1983)
- Croscherichia tigrinipennis (Latreille, 1827)
- Croscherichia vigintipunctata (A. G. Olivier, 1811)
- Croscherichia wartmanni (Pic, 1896)